# Uma Mulher de Peso
Uma Mulher de Peso (em inglês: My Big Fat Fabulous Life) é um reality de televisão americano que narra a vida de Whitney Way Thore, que estreou em 13 de janeiro de 2015. A 2ª temporada foi confirmada em fevereiro de 2015 e estreou em 9 de setembro de 2015. A 3ª temporada estreou em 8 de junho de 2016. A série foi renovada para uma 4ª temporada em 24 de janeiro de 2017.

## Enredo
A série narra a vida de Whitney Way Thore, uma mulher que pesava 172 quilos no início da série (que Whitney atribuiu a sua síndrome do ovário policístico)  e está determinada a perder peso ao longo da série. Whitney se tornou popular quando trabalhava em uma emissora de rádio da manhã, Jared and Katie in the Morning, na 107.5 KZL e na "107.5 KZL Fat Girl Dancing" e vídeos com mais de oito milhões de visualizações no YouTube.

## Elenco

### Principais
- Whitney Way Thore
- Todd Beasley
- Buddy Bell
- Tal Fish
- Barbara "Babs" Thore
- Glenn Thore

### Recorrente
- Lennie Alehat
- Ashley Baynes
- Roy Brown
- LauRen Merola
- Hunter Thore

## Episódios

### Resumo da série
| Temporada | Temporada | Episódios | Exibição original     | Exibição original       |
| Temporada | Temporada | Episódios | Estreia da temporada  | Final da temporada      |
| --------- | --------- | --------- | --------------------- | ----------------------- |
|           | 1         | 10        | 13 de janeiro de 2015 | 10 de fevereiro de 2015 |
|           | 2         | 22        | 9 de setembro de 2015 | 18 de novembro de 2015  |
|           | 3         | 11        | 8 de junho de 2016    | 17 de agosto de 2016    |
|           | 4         | 14        | 24 de janeiro de 2017 | 25 de abril de 2017     |
|           | 5         | 13        | 2 de janeiro de 2018  | 27 de março de 2018     |
|           | 6         | 13        | 1 de janeiro de 2019  | 26 de março de 2019     |

### 1ª Temporada
| # | Nº | Título                   | Transmissão original    |
| --- | -- | ------------------------ | ----------------------- |
| 1 | 1  | "A Fat Girl Dancing"     | 13 de janeiro de 2015   |
| Depois que um problema de saúde a fez engordar muito, Whitney foi obrigada a desistir da dança. Agora, ela está determinada a mostrar ao mundo que ainda pode dançar, apesar de seus mais de 170 quilos. |    |                          |                         |
| 2 | 2  | "Hate Mail"              | 20 de janeiro de 2015   |
| Whitney se esforça para que suas aulas de dança para garotas com excesso de peso façam sucesso. Apesar das boas perspectivas, ela sofre um duro golpe quando é insultada por um estranho.                |    |                          |                         |
| 3 | 3  | "The Say-Yes Philosophy" | 20 de janeiro de 2015   |
| Depois de dizer "não" para a vida nos últimos dez anos, Whitney decide exercitar o "sim" e participar de um desfile de moda para mulheres com excesso de peso, algo que sempre abominou.                 |    |                          |                         |
| 4 | 4  | "More Than a Buddy"      | 27 de janeiro de 2015   |
| Como as aulas de dança não ajudaram na perda de peso, Whitney decide contratar um personal trainer. Quando sua mãe sugere que Buddy é o homem certo, ela começa a questionar sua vida.                   |    |                          |                         |
| 5 | 5  | "Doing the Beach"        | 27 de janeiro de 2015   |
| Com vergonha do próprio corpo, Whitney não vai a praia há quase vinte anos. Apesar de suas inseguranças, ela pretende superar seus temores usando um ousado traje de banho.                              |    |                          |                         |
| 6 | 6  | "A Fling Thing"          | 3 de fevereiro de 2015  |
| Enquanto seus pais se preparam para o aniversário de casamento, Whitney pensa em reencontrar um velho amigo, mas a confusão está armada quando ele aparece na festa e conhece Buddy.                     |    |                          |                         |
| 7 | 7  | "The Wedding Job"        | 3 de fevereiro de 2015  |
| Uma noiva contrata Whitney para criar a coreografia de seu casamento, mas ela entra em pânico quando tudo dá errado. Depois de chamar Ashley para ajudá-la, seu dia sofre uma reviravolta inesperada.    |    |                          |                         |
| 8 | 8  | "The Double Blind Date"  | 10 de fevereiro de 2015 |
| Para ajudar Ashley a encontrar um namorado, Whitney cria um perfil cheio de mentiras num site de namoro. Buddy chega para ajudar Whitney e acaba pedindo sua mão.                                        |    |                          |                         |
| 9 | 9  | "Leaving the Nest"       | 10 de fevereiro de 2015 |
| A carreira de Whitney chega ao auge quando ela conduz uma aula de dança para uma multidão. Ela e Buddy procuram uma casa para morar, mas uma notícia devastadora coloca seu futuro em perigo.            |    |                          |                         |
| 10 | 10 | "The Skinny"             | 10 de fevereiro de 2015 |
| Whitney recorda os melhores momentos dessa temporada, fala sobre seus relacionamentos pessoais e responde a perguntas provocadoras dos telespectadores.                                                  |    |                          |                         |

### 2ª Temporada
| # | Nº | Título                        | Transmissão original   |
| --- | -- | ----------------------------- | ---------------------- |
| 11 | 1  | "Whitney's Back!"             | 9 de setembro de 2015  |
| Depois de ser diagnosticada com pré-diabetes, Whitney decide fazer alguns ajustes em seu estilo de vida e volta ao médico para saber se eles estão surtindo algum efeito em sua saúde.                                                                                |    |                               |                        |
| 12 | 2  | "Pasta la Vista, Baby"        | 9 de setembro de 2015  |
| Com o risco de desenvolver diabetes, Whitney faz uma festa de despedida para as guloseimas que precisa evitar. Mas ver outras pessoas se deliciando à sua volta dificulta sua decisão.                                                                                |    |                               |                        |
| 13 | 3  | "7th Inning Splits"           | 16 de setembro de 2015 |
| As meninas da aula de dança de Whitney se preparam para sua primeira apresentação no jogo dos Grasshoppers, mas a chuva atrapalha seus planos. Buddy e Whitney precisam dar uma notícia a Babs e Glenn.                                                               |    |                               |                        |
| 14 | 4  | "A Home of Her Own"           | 16 de setembro de 2015 |
| Finalmente, chega o dia em que Whitney sai da casa dos pais para morar com Buddy. Whitney e Babs fazem uma perigosa demonstração de carinho enquanto dirigem um caminhão.                                                                                             |    |                               |                        |
| 15 | 5  | "Design a Date"               | 23 de setembro de 2015 |
| Whitney se apaixona em um primeiro encontro. Whitney e Buddy compram móveis em um shopping, mas logo percebem que tem gostos muito diferentes. Glenn revela que tem um problema de saúde.                                                                             |    |                               |                        |
| 16 | 6  | "5K Run"                      | 23 de setembro de 2015 |
| Whitney e seu pai disputam uma corrida de cinco quilômetros, mas cruzar a linha de chegada será mais difícil do que imaginavam. |    |                               |                        |
| 17 | 7  | "Aloha 30"                    | 30 de setembro de 2015 |
| Whitney convida Lennie para seu aniversário de 31 anos, mas logo percebe que apresentá-lo a seus parentes e amigos no segundo encontro é um erro. |    |                               |                        |
| 18 | 8  | "Little Big Girl Dance Class" | 30 de setembro de 2015 |
| Whitney abre sua aula de dança para crianças, mas não está preparada para o que sai de suas bocas. Para ganhar mais dinheiro, Whitney se prepara para uma entrevista de emprego em um time de beisebol.                                                               |    |                               |                        |
| 19 | 9  | "First Day on the Job"        | 7 de outubro de 2015   |
| Whitney consegue um emprego no time de beisebol Greensboro Grasshoppers, mas mesmo a rotina de exercícios mais rigorosa não irá prepará-la para os desafios físicos do primeiro dia.                                                                                  |    |                               |                        |
| 20 | 10 | "Fighting the Scale"          | 7 de outubro de 2015   |
| Após ficar desanimada pelo resultado da balança durante uma pesagem, a confiança de Whitney fica abalada. Um ataque de raiva com Buddy é o suficiente para deixá-la no limite.                                                                                        |    |                               |                        |
| 21 | 11 | "A Muse in the Nude"          | 14 de outubro de 2015  |
| Whitney posa nua para Lennie assim que seu relacionamento começa a engatar. Depois de desenhar um logotipo para uma campanha, Whitney decide lançar uma ideia ousada para os Grasshoppers.                                                                            |    |                               |                        |
| 22 | 12 | "Not Your Mama's Cat Show"    | 14 de outubro de 2015  |
| Whitney e Babs fazem uma viagem para inscrever Henchi em um concurso de gatos. Será que a apneia de Whitney acabará com as chances de Henchi vencer?. |    |                               |                        |
| 23 | 13 | "No Body Shame"               | 21 de outubro de 2015  |
| Whitney dá um grande passo na campanha No Body Shame ao criar um vídeo inovador, e espera que ele se torne viral. Com a apresentação se aproximando, Whitney anuncia quem fará um número solo.                                                                        |    |                               |                        |
| 24 | 14 | "Big Girls Summer Showcase"   | 21 de outubro de 2015  |
| Whitney e sua escola de dança têm a chance de se apresentar com outros dançarinos aclamados, mas o ensaio geral mostra que as mulheres estão em outro patamar. |    |                               |                        |
| 25 | 15 | "Burning Love"                | 28 de outubro de 2015  |
| Whitney quer impressionar seu namorado fazendo um jantar romântico, mas botar fogo na cozinha é apenas o começo de seus problemas. |    |                               |                        |
| 26 | 16 | "Whitney Live: #NoBS"         | 4 de novembro de 2015  |
| 27 | 17 | "Working at the Car Wash"     | 4 de novembro de 2015  |
| Whitney espera ter encontrado uma solução para os problemas financeiros que ameaçam sua viagem ao Museu Nacional de Dança. Whitney faz um ensaio fotográfico e tira mais do que imaginava.                                                                            |    |                               |                        |
| 28 | 18 | "Whitney's Ticking Clock"     | 11 de novembro de 2015 |
| Whitney cuida do sobrinho de 11 meses de Tal, e começa a se questionar sobre sua fertilidade. Whitney só pode levar um acompanhante para Los Angeles, e terá que escolher entre os amigos.                                                                            |    |                               |                        |
| 29 | 19 | "Big Whit's Debut"            | 11 de novembro de 2015 |
| O chefe de Whitney pede que ela cuide do entretenimento em campo em um jogo do Grasshoppers. Glenn se prepara para o pior quando vê o resultado de seu exame de sangue.                                                                                               |    |                               |                        |
| 30 | 20 | "Truth or Dare"               | 18 de novembro de 2015 |
| Whitney percebe que o peso que ganhou tem impedido que ela seja a dançarina que sempre foi. Um jogo da verdade acaba ficando escandaloso, principalmente para Buddy e Lennie.                                                                                         |    |                               |                        |
| 31 | 21 | "A Dance to Remember"         | 18 de novembro de 2015 |
| Com a apresentação no Museu Nacional de Dança se aproximando, Whitney ainda não tem certeza de seu número. Uma surpresa extra no mesmo dia a deixa ainda mais sem chão.                                                                                               |    |                               |                        |
| 32 | 22 | "Whitney Takes on LA"         | 18 de novembro de 2015 |
| Uma mudança de eventos improvável levou Whitney a Los Angeles para um evento para celebrar um homem que se tornou uma sensação após ser envergonhado pela Internet. Mas quando Whitney volta para casa, ela é atingida com uma dura realidade em relação à sua saúde. |    |                               |                        |

### 3ª Temporada
| #  | Nº | Título                   | Transmissão original |
| -- | -- | ------------------------ | -------------------- |
| 33 | 1  | "I Wanna Be Fat"         | 8 de junho de 2016   |
| 34 | 2  | "A Brush with Death"     | 15 de junho de 2016  |
| 35 | 3  | "Speechless"             | 22 de junho de 2016  |
| 36 | 4  | "Losing at Love"         | 29 de junho de 2016  |
| 37 | 5  | "(Fat Girl) Spread Thin" | 6 de julho de 2016   |
| 38 | 6  | "Cereal Stalker"         | 13 de julho de 2016  |
| 39 | 7  | "Fat Jokes"              | 20 de julho de 2016  |
| 40 | 8  | "Flirting with Disaster" | 27 de julho de 2016  |
| 41 | 9  | "Big Fat Breakup"        | 3 de agosto de 2016  |
| 42 | 10 | "The Skinny: Part 1"     | 10 de agosto de 2016 |
| 43 | 11 | "The Skinny: Part 2"     | 17 de agosto de 2016 |

### 4ª Temporada
| #  | Nº | Título                      | Transmissão original    |
| -- | -- | --------------------------- | ----------------------- |
| 44 | 1  | "Knocked Up?"               | 24 de janeiro de 2017   |
| 45 | 2  | "Immaculate Misconception"  | 31 de janeiro de 2017   |
| 46 | 3  | "Baby Fat"                  | 8 de fevereiro de 2017  |
| 47 | 4  | "Judging Whitney"           | 15 de fevereiro de 2017 |
| 48 | 5  | "How Low Can Whit Go?"      | 22 de fevereiro de 2017 |
| 49 | 6  | "I Kissed a Girl"           | 28 de fevereiro de 2017 |
| 50 | 7  | "Whitney Calls in Backup"   | 7 de março de 2017      |
| 51 | 8  | "Big Girl Dance Battle"     | 14 de março de 2017     |
| 52 | 9  | "Whitney Gets a Date"       | 21 de março de 2017     |
| 53 | 10 | "Belly Up"                  | 28 de março de 2017     |
| 54 | 11 | "Big Girl in the Big Apple" | 4 de abril de 2017      |
| 55 | 12 | "Toe to Toe"                | 11 de abril de 2017     |
| 56 | 13 | "Whitney Steps Up"          | 18 de abril de 2017     |
| 57 | 14 | "The Skinny"                | 25 de abril de 2017     |

## Transmissão internacional
Na Austrália, a série estreou no TLC em 26 de Maio de 2015. No Brasil estreou no Discovery Home & Health no dia 30 de maio de 2015, e depois os novos episódios começaram a passar no TLC. Na Nova Zelândia a série estreou no dia 3 de setembro de 2015.[carece de fontes?]
Na Espanha estreia no DKISS TV.